# Conferència per al desenvolupament econòmic d'Egipte
La conferència sobre el desenvolupament econòmic d'Egipte (CDEE) es va celebrar durant tres dies al balneari de Xarm el-Xeikh. Organitzat per Richard Attias & Associates, l'esdeveniment va ser patrocinat pel president egipci Abdelfatah Al-Sisi. Així, el 13 de març de 2015, més de 2000 representants de 112 països diferents es van reunir per assistir a la conferència. Després de diversos anys d'agitació política, que van impactar negativament l'economia del país, la cimera pretenia demostrar que el país tenia oportunitats per a inversors en sectors diversos.

## Desenvolupament
Segons l'organitzador de la conferència, Richard Attias, la cimera havia de ser l'ocasió de descobrir una trentena de projectes d'envergadura «capaços d'atreure mil milions de dòlars d'inversió», en presència de 2.500 alts dignitaris, caps d'Estat, personalitats públiques, o presidents de multinacionals.
Algunes hores abans la inauguració, el president Abdel Fattah el-Sissi va acollir diversos caps d'Estat a la pista de l'aeroport de Charm el-Cheik, incloent-hi el president sudanès Omar al-Bashir o el primer ministre dels EAU Muhammad bin Rashid Al Maktum. Durant la cerimònia d'obertura, Sissi va pronunciar un discurs anunciant l'arribada de diversos mil milions de dòlars i la preparació de noves estratègies per sostenir el sector privat i els inversors, i va llistar projectes com la rehabilitació de terres cultivables, la creació d'un nou Canal de Suez, o el projecte del triangle d'or.
El primer dia es va anunciar la construcció d'una nova capital. Per a aquest projecte, Kuwait, l'Aràbia Saudita i els Emirats Àrabs Units van prometre aportar 4 mil milions de dòlars, mentre que el sultanat d'Oman n'hauria d'aportar 500 milions. Finalment, les energètiques BG Group i BP van comprometre's a invertir-hi 4 mil milions de dòlars. Paral·lelament, el ministre de medi ambient egipci, Khaled Fahmy, va anunciar un projecte de biofuel EL1.2, desenvolupat en col·laboració amb el sector agrícola.
La companyia americana General Electric va anunciar durant la conferència el principal contracte de l'esdeveniment amb una inversió de 200 milions de dòlars per a la construcció d'un nou centre de formació i de producció a la ciutat de Suez i el lliurament de 34 turbines a gas que haurien de proporcionar a la xarxa l'equivalent de 2,6 gigawatts el maig 2015.
El novembre 2015, el grup Eni anuncià una inversió de més de 2 mil milions de dòlars a Egipte en el marc d'una sèrie d'acords definits al protocol signat durant la conferència.

## Participants
El ministre egipci d'afers exteriors no va enviar invitacions als representants de l'Iran, Israel i Turquia, ja que, a causa del seu nivell d'inversió, "no se'ls podien aplicar els criteris de participació." Per contra, el secretari d'Estat John Kerry, que venia de pronunciar un discurs molt esperançador per a l'economia egípcia devent la cambra de comerç americana va assistir a la conferència, com també el ministre de les Finances franceses, Michel Avet.
Al marge de la conferència, la Unió Europea també es va trobar amb les autoritats egípcies. En aquesta ocasió, l'organització supranacional va desblocar 130 milions d'euros de subvenció, mentre que la banca europea d'inversió va signar un préstec de 120 milions d'euros a la Banca Nacional d'Egipte.
Finalment, el president de Afreximbank (Banca Africana d'Import-Export), Jean-Louis Ekra, va recordar, en una entrevista amb el president Al-Sisi, el compromís de la institució en dedicar 500 milions de dòlars al Programa per a la Promoció del Comerç Egipte – Àfrica.

### Delegacions d'alt nivell

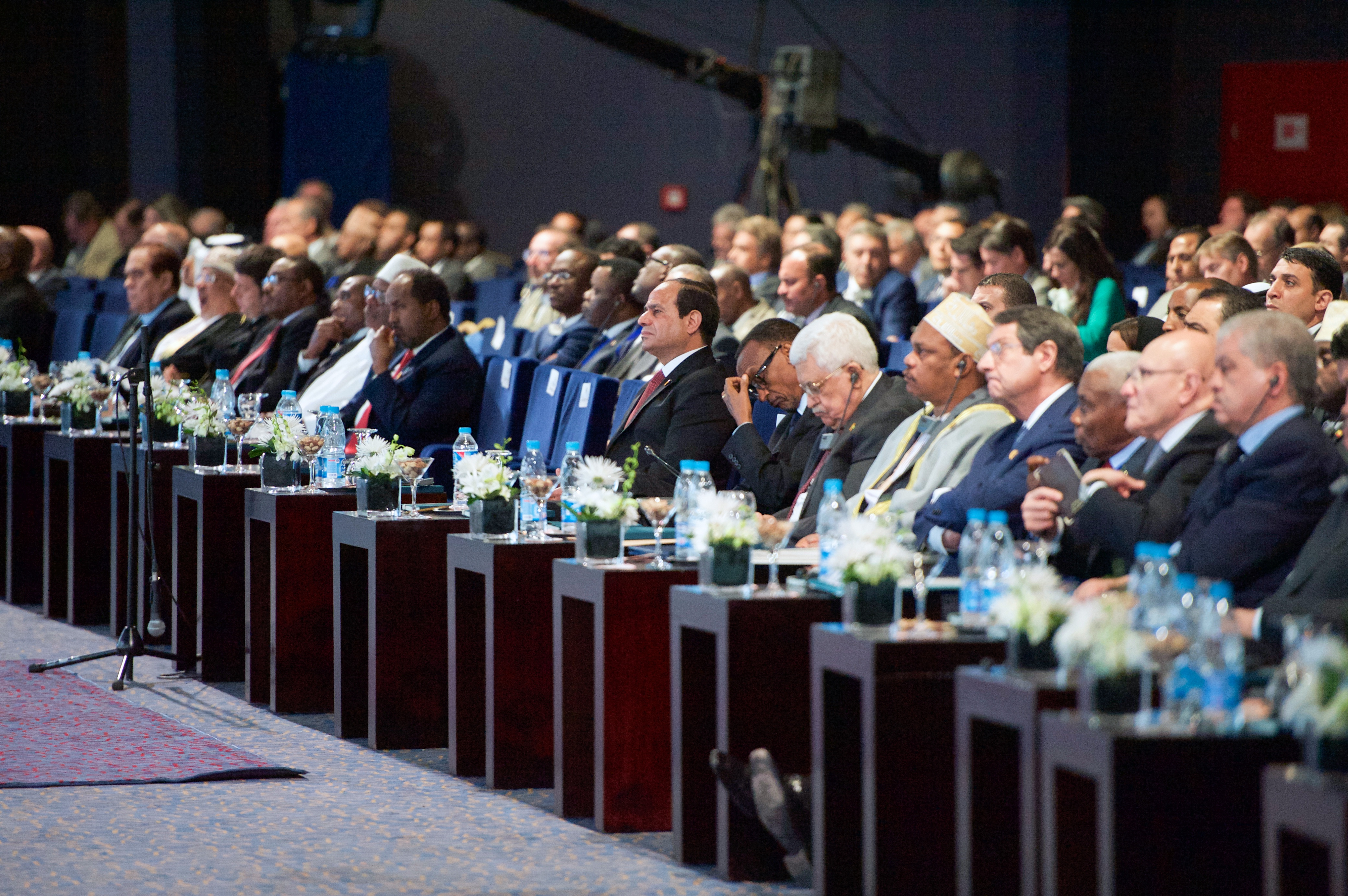
Caps d'Estat i Govern a la conferència.

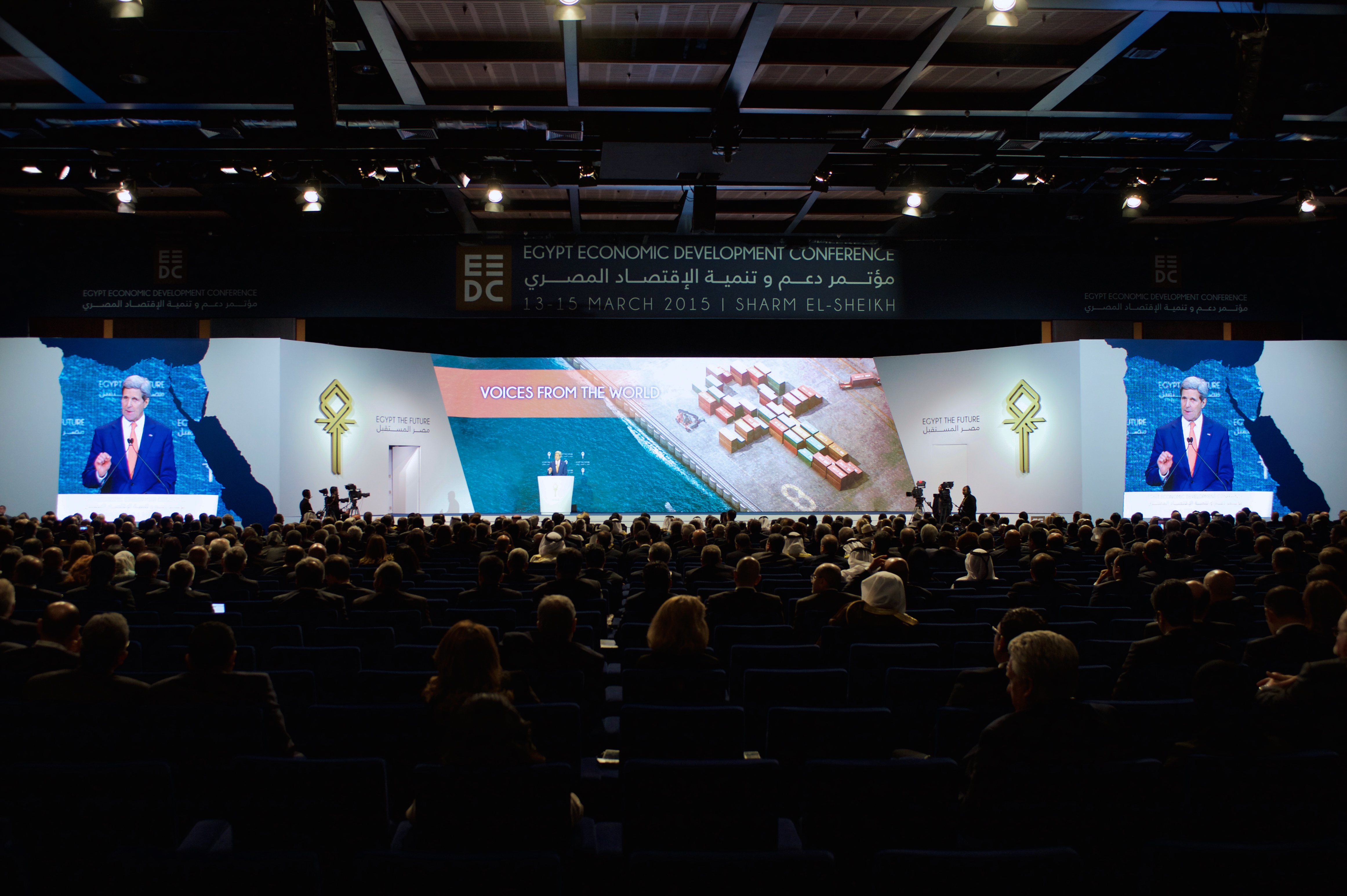
John Kerry adreçant-se al públic de la conferència.

| País                | Títol                               | Líder                            |
| ------------------- | ----------------------------------- | -------------------------------- |
| Bahrain             | Rei                                 | Hamad bin Isa Al Khalifa         |
| Comoros             | President                           | Ikililou Dhoinine                |
| Xipre               | President                           | Nicos Anastasiades               |
| Etiòpia             | Primer Ministre                     | Hailemariam Desalegn             |
| Itàlia              | Primer Ministre                     | Matteo Renzi                     |
| Jordània            | Rei                                 | Abdullah II                      |
| Kuwait              | Emir                                | Sabah Al-Ahmad Al-Jaber Al-Sabah |
| Líban               | Primer Ministre                     | Tammam Salam                     |
| Líbia               | Diputat                             | Aguila Saleh Issa                |
| Mali                | President                           | Ibrahim Boubacar Keïta           |
| Oman                | Primer Ministre                     | Yahia bin Mahfouz Al Manthiry    |
| Palestina           | President                           | Mahmoud Abbas                    |
| Ruanda              | President                           | Paul Kagame                      |
| Aràbia Saudita      | Príncep de la Corona                | Muqrin                           |
| Somàlia             | President                           | Hassan Sheikh Mohamud            |
| Sudan               | President                           | Omar al-Bashir                   |
| Tanzània            | Vicepresident                       | Mohamed Gharib Bilal             |
| Emirats Àrabs Units | Vicepresident i Governador de Dubai | Mohammed bin Rashid Al Maktoum   |

### Representants de govern
| País                | Títol                                | Líder                        |
| ------------------- | ------------------------------------ | ---------------------------- |
| Xina                | Ministre de Comerç                   | Gao Hucheng                  |
| França              | Ministre de Finances                 | Michel Sapin                 |
| Alemanya            | Ministre d'Afers Econòmics i Energia | Sigmar Gabriel               |
| Malawi              | Ministre de Comerç i Indústria       | Joseph Mwanamveka            |
| Eritrea             | Ministre d'Afers Estrangers          | Osman Saleh                  |
| Russia              | Ministre de Desenvolupament Econòmic | Alexey Ulyukaev              |
| Espanya             |                                      | [ 6 ]                        |
| Emirats Àrabs Units | Ministre d'Exteriors                 | Abdullah bin Zayed Al Nahyan |
| Regne Unit          | Secretari d'Exteriors                | Philip Hammond               |
| Regne Unit          | antic primer ministre                | Tony Blair                   |
| Estats Units        | Secretari d'Estat                    | John Kerry                   |

### Organitzacions multilaterals
| Organització                | Title             | Assistent             |
| --------------------------- | ----------------- | --------------------- |
| Fons Monetari Internacional | Director executiu | Christine Lagarde     |
| Banc Mundial                | Director executiu | Sri Mulyani Indrawati |